# 堅吉諾湖
54°16′30″N 62°42′30″E / 54.27500°N 62.70833°E
堅吉諾湖（俄语：Деньгино）是俄羅斯的一座湖泊，位於該國西南部車里雅賓斯克州，由十月村區負責管轄，面積6.56平方公里，海拔高度176米，平均水深3.7米，最大水深8米。